# Arvicanthis
Az Arvicanthis az emlősök (Mammalia) osztályának a rágcsálók (Rodentia) rendjébe, ezen belül az egérfélék (Muridae) családjába tartozó nem.

## Rendszerezés
A nembe az alábbi 7 faj tartozik:
- közönséges pásztásegér (Arvicanthis abyssinicus) Rüppell, 1842
- Arvicanthis ansorgei Thomas, 1910
- etióp pásztásegér (Arvicanthis blicki) Frick, 1914
- kenyai pásztásegér (Arvicanthis nairobae) J. A. Allen, 1909
- Newmann-pásztásegér (Arvicanthis neumanni) Matschie, 1894
- nílusi pásztásegér (Arvicanthis niloticus) É. Geoffroy, 1803 – típusfaj
- Arvicanthis rufinus Temminck, 1853